# Steve Pate
Stephen Robert Pate (Ventura, 26 maggio 1961) è un golfista statunitense.

## Carriera
Frequentò l'UCLA, dove faceva parte della squadra di golf insieme a Corey Pavin. Nel 1983 divenne professionista e l'anno dopo prese parte al PGA Tour. Il 1987 vide la sua prima vittoria, al Southwest Golf Classic, mentre nel 1988, quando terminò terzo a pari merito lo U.S. Open, fu dodicesimo nella classifica per guadagni. Nella stessa arrivò sesto nel 1991, dopo la vittoria all'Honda Classic e il terzo posto a pari merito ai Masters: si guadagnò allora un posto alla Ryder Cup, vittoriosa per gli Stati Uniti. L'anno seguente raccolse un quarto posto all'Open Championship.
La sua carriera fu tuttavia caratterizzata da vari infortuni, tra cui, nel 1996, un incidente stradale che gli fu quasi fatale. Tuttavia tornò ad alti livelli nel 1999, quando terminò quarto i Masters e fu nominato Comeback Player of the Year, per poi giocare di nuovo alla Ryder Cup. In tutto ha collezionato 6 vittorie al PGA Tour, 1 al Nationwide Tour ed un'altra al Champions Tour.